# Ghislain Guessan
Konan N'Guessan Ghislain (Parigi, 15 settembre 1992) è un calciatore francese naturalizzato ivoriano, attaccante del Naft Al-Wasat.

## Carriera

### Club

#### RC Arbaâ
Dopo aver giocato nelle giovanili del Nantes, del Padova e Tours, si è trasferito agli algerini dello RC Arbaâ. Ha esordito in Ligue 1 in data 13 settembre 2014, subentrando a Djamel Bouaïcha nella sconfitta per 2-0 sul campo dello MC Oran. Il 25 ottobre successivo ha trovato la prima rete, nella vittoria per 2-1 inflitto allo JS Saoura. Rimasto in squadra per un biennio, ha totalizzato 36 presenze e 11 reti tra campionato e coppa.

#### USM Alger
Il 28 giugno 2016, l'USM Alger ha reso noto l'ingaggio di Guessan. Ha esordito in squadra il 19 agosto, sostituendo Oussama Darfalou nella vittoria interna per 2-0 sullo MO Béjaïa. Il 27 agosto ha trovato la prima rete, nel successo per 6-0 sul Relizane. Il 1º novembre 2016 è stato impiegato nella Supercoupe d'Algérie, vinta dalla sua squadra per 2-0 sullo MC Alger.
L'11 marzo 2017 ha giocato la prima partita nella Champions League, nel 2-0 contro il Rail Club Kadiogo. Il 2 agosto 2017 ha rescisso l'accordo che lo legava al club.

#### Viking
Il 31 agosto 2017, i norvegesi del Viking hanno reso noto l'ingaggio di Guessan, che si è legato al nuovo club con un contratto valido fino al termine della stagione in corso. Per tesserare il calciatore è servita una deroga da parte della Norges Fotballforbund, poiché la finestra di trasferimento locale si era chiusa in data 16 agosto.

### Nazionale
Guessan ha giocato per la Costa d'Avorio under 20 al Torneo di Tolone 2011.

## Statistiche

### Presenze e reti nei club
Statistiche aggiornate al 31 agosto 2017.
| Stagione        | Club            | Campionato      | Campionato | Campionato | Coppe nazionali | Coppe nazionali | Coppe nazionali | Coppe continentali | Coppe continentali | Coppe continentali | Supercoppe | Supercoppe | Supercoppe | Totale | Totale |
| Stagione        | Club            | Comp            | Pres       | Reti       | Comp            | Pres            | Reti            | Comp               | Pres               | Reti               | Comp       | Pres       | Reti       | Pres   | Reti   |
| --------------- | --------------- | --------------- | ---------- | ---------- | --------------- | --------------- | --------------- | ------------------ | ------------------ | ------------------ | ---------- | ---------- | ---------- | ------ | ------ |
| 2014-2015       | RC Arbaâ        | L1              | 12         | 1          | CA              | 0               | 0               | -                  | -                  | -                  | -          | -          | -          | 12     | 1      |
| 2015-2016       | RC Arbaâ        | L1              | 22         | 9          | CA              | 2               | 1               | -                  | -                  | -                  | -          | -          | -          | 24     | 10     |
| Totale RC Arbaâ | Totale RC Arbaâ | Totale RC Arbaâ | 34         | 10         |                 | 2               | 1               |                    | -                  | -                  |            | -          | -          | 36     | 11     |
| 2016-2017       | USM Alger       | L1              | 23         | 5          | CA              | 2               | 0               | CCL                | 3                  | 0                  | SA         | 1          | 0          | 29     | 5      |
| ago.-dic. 2017  | Viking          | ES              | 3          | 1          | CN              | -               | -               | -                  | -                  | -                  | -          | -          | -          | 3      | 1      |
| Totale          | Totale          | Totale          | 60         | 16         |                 | 4               | 1               |                    | 3                  | 0                  |            | 1          | 0          | 68     | 17     |

## Palmarès

### Club
- Supercoppa d'Algeria: 1

USM Alger: 2016